# Saint-Jean-de-Tholome
Saint-Jean-de-Tholome là một xã trong tỉnh Haute-Savoie thuộc vùng Rhône-Alpes đông nam Pháp.